# シュタインハイル (小惑星)
シュタインハイル（英語：30837 Steinheil）は、小惑星帯に位置する小惑星。ドイツの天文学者フライムート・ベルンゲンがドイツのタウテンブルク天文台で発見した。
名前は、ドイツの物理学者で、望遠鏡などのメーカー、C・A・シュタインハイル&ゼーネの創業者であるカール・アウグスト・フォン・シュタインハイルにちなんで命名された。